# Neville Graeme Marchant

Neville Graeme Marchant (1939) es un botánico retirado de Australia Occidental. Anteriormente fue el director del Herbario de Australia Occidental.
Marchant comenzó a trabajar para el Herbario de Australia Occidental, a la edad de 15 años, como asistente de laboratorio para el botánico jefe Charles Austin Gardner. Más tarde asistió a la Universidad de Australia Occidental, donde se graduó en 1962. Enseñó durante un corto período de tiempo, incluido con el profesor Brian Grieve, antes de tomar una beca para estudiar en la Universidad de Cambridge. Tras lograr un doctorado en taxonomía vegetal, ganó una plaza en el Herbario de Australia Occidental, cargo que asumió en 1970. En 2001 y 2002 fue Oficial de Enlace Botánico de Australia en el Real Jardín Botánico de Kew.
Estuvo involucrado en el desarrollo de FloraBase y la creación de herbarios regionales. También fue una fuerza impulsora de Botánica 2000. Es autor del libro de 1987 Flora de la región de Pert y el libro de 2002 de la Flora del Sudoeste, y también ha publicado sobre la historia del Herbario. Sus estudios de investigación incluyen Drosera.

### Abreviatura de botánico
- La abreviatura «N.G.Marchant» se emplea para indicar a Neville Graeme Marchant como autoridad en la descripción y clasificación científica de los vegetales.[4]